# TV Land Award
Il TV Land Award (conosciuto anche come The Annual TV Land Awards: A Celebration of Classic TV) è un premio televisivo statunitense, assegnato generalmente a spettacoli non andati più in onda, a differenza degli Emmy Awards che vengono assegnati a produzioni televisive contemporanee. La cerimonia di assegnazione è presentata in maniera parodistica ed è finalizzata esclusivamente al divertimento dello spettatore. Creati nel 2003 dal produttore esecutivo Michael Levitt, i premi sono presentati e trasmessi in diretta dal canale TV Land.
I premi sono assegnati in differenti categorie (che variano di anno in anno), grazie anche al contributo dei visitatori del sito web di TV Land, i quali possono esprimere liberamente le loro scelte attraverso un voto. Il programma è solitamente condotto da una coppia di attori/attrici, non necessariamente di particolare rilevanza.

## Vincitori del passato
La seguente tabella riassume i vincitori dei "Discretionary Awards" della TV Land, senza includere ulteriori premi votati dai telespettatori. 
| Anno & Conduttore                         | Premio                              | Vincitore                                 | Consegnato da |
| ----------------------------------------- | ----------------------------------- | ----------------------------------------- | --- |
| 2003 Presentato da John Ritter            | Future Classic                      | American Dreams                           | Paula Abdul |
| 2003 Presentato da John Ritter            | Groundbreaking Role                 | Diahann Carroll come Julia                | Halle Berry |
| 2003 Presentato da John Ritter            | Innovator                           | Arcibaldo                                 | Kathy Bates |
| 2003 Presentato da John Ritter            | Legend                              | The Dick Van Dyke Show                    | Matthew Perry e Ted Danson |
| 2003 Presentato da John Ritter            | Pop Culture                         | Star Trek                                 | Mira Sorvino |
| 2004 Presentato da Brad Garrett           | Future Classic                      | Arrested Development - Ti presento i miei | Liza Minnelli |
| 2004 Presentato da Brad Garrett           | Groundbreaking Show                 | Mary Tyler Moore                          | Ben Stiller ed Eric McCormack |
| 2004 Presentato da Brad Garrett           | Legend                              | The Andy Griffith Show                    | Billy Bob Thornton |
| 2004 Presentato da Brad Garrett           | Pop Culture                         | Gilligan's Island                         | Rudy Boesch, Tina Wesson, Jenna Morasca e Rob Cesternino da Survivor: All Stars                                                                                     |
| 2004 Presentato da Brad Garrett           | Visionary                           | Chico and the Man                         | George Lopez |
| 2005 Presentato da Megan Mullally         | Future Classic                      | Desperate Housewives                      | Teri Hatcher |
| 2005 Presentato da Megan Mullally         | Icon                                | The Bob Newhart Show                      | Ray Romano |
| 2005 Presentato da Megan Mullally         | Legend                              | The Carol Burnett Show                    | Garry Shandling |
| 2005 Presentato da Megan Mullally         | Little Screen/Big Screen Star       | Sally Field                               | Eva Longoria |
| 2005 Presentato da Megan Mullally         | Pioneer                             | Aaron Spelling                            | Peggy Lipton, Michael Cole, Jaclyn Smith, Gavin MacLeod, Bernie Kopell, Joan Collins, Jason Priestley, Luke Perry, Tori Spelling, Stephen Collins e Catherine Hicks |
| 2005 Presentato da Megan Mullally         | Pop Culture                         | Soul Train                                | Little Richard, Smokey Robinson, Ashanti, Mýa e Stevie Wonder |
| 2005 Presentato da Megan Mullally         | 100th Birthday                      | Charles Lane                              | Haley Joel Osment |
| 2006 Presentato da Cedric the Entertainer | Future Classic                      | Grey's Anatomy                            | Jeremy Piven |
| 2006 Presentato da Cedric the Entertainer | 40th Anniversary                    | Batman                                    | William Shatner |
| 2006 Presentato da Cedric the Entertainer | Impact                              | Good Times                                | Quentin Tarantino |
| 2006 Presentato da Cedric the Entertainer | Legend                              | Cin cin                                   | Mary Tyler Moore |
| 2006 Presentato da Cedric the Entertainer | Little Screen/Big Screen Star       | Hilary Swank                              | Robert Downey Jr. |
| 2006 Presentato da Cedric the Entertainer | Pop Culture                         | Dallas                                    | John Schneider e Tom Wopat |
| 2006 Presentato da Cedric the Entertainer | Pioneer                             | Sid Caesar                                | Billy Crystal |
| 2006 Presentato da Cedric the Entertainer | TV's Greatest Music Moment          | Diana Ross Concert in Central Park (1983) | Megan Mullally |
| 2007 Presentato da Kelly Ripa             | The Medallion Award                 | Taxi                                      | Sharon Stone |
| 2007 Presentato da Kelly Ripa             | The Legacy of Laughter              | Lucille Ball                              | Kirstie Alley e Carol Burnett |
| 2007 Presentato da Kelly Ripa             | The Entertainers                    | Hee Haw                                   | k.d. lang, The Judds e Willie Nelson |
| 2007 Presentato da Kelly Ripa             | Future Classic                      | Heroes                                    | Leonard Nimoy e Luke Wilson |
| 2007 Presentato da Kelly Ripa             | 30th Anniversary                    | Radici                                    | Forest Whitaker e Morgan Freeman |
| 2007 Presentato da Kelly Ripa             | Pop Culture                         | The Brady Bunch                           | Valerie Bertinelli, Mackenzie Phillips e James Lipton |
| 2008 Presentato da Vanessa L. Williams    | Future Classic                      | The Office                                | Ed Asner e William Shatner |
| 2008 Presentato da Vanessa L. Williams    | Icon                                | Lionel Richie                             | Samuel L. Jackson |
| 2008 Presentato da Vanessa L. Williams    | Innovator                           | Pappa e ciccia                            | Teri Hatcher |
| 2008 Presentato da Vanessa L. Williams    | Legend                              | Garry Marshall                            | Dick Van Dyke, Jack Klugman, Cindy Williams, Penny Marshall e Henry Winkler                                                                                         |
| 2008 Presentato da Vanessa L. Williams    | The Lucille Ball Legacy of Laughter | Mike Myers                                | Justin Timberlake |
| 2008 Presentato da Vanessa L. Williams    | Pioneer                             | Jonathan Winters                          | Robin Williams |
| 2008 Presentato da Vanessa L. Williams    | Pop Culture                         | Cuori senza età                           | Steve Carell |
| 2009 Presentato da Neil Patrick Harris    | 30th Anniversary                    | Knots Landing                             | Reba McEntire |
| 2009 Presentato da Neil Patrick Harris    | Entertainer                         | Earth, Wind & Fire                        | Angela Bassett |
| 2009 Presentato da Neil Patrick Harris    | Fan Favorite                        | Quell'uragano di papà                     | Jamie Lee Curtis |
| 2009 Presentato da Neil Patrick Harris    | Future Classic                      | Due uomini e mezzo                        | Teri Hatcher |
| 2009 Presentato da Neil Patrick Harris    | Hero                                | Magnum, P.I.                              | Matthew McConaughey |
| 2009 Presentato da Neil Patrick Harris    | Icon                                | E.R. - Medici in prima linea              | Neil Patrick Harris |
| 2009 Presentato da Neil Patrick Harris    | Impact                              | M*A*S*H                                   | Martin Sheen |
| 2009 Presentato da Neil Patrick Harris    | Innovator                           | Married... with Children                  | Dr. Phil |
| 2009 Presentato da Neil Patrick Harris    | The Lucille Ball Legacy of Laughter | Julia Louis-Dreyfus                       | Amy Poehler |
| 2009 Presentato da Neil Patrick Harris    | Legend                              | Don Rickles                               | Jimmy Kimmel |
| 2009 Presentato da Neil Patrick Harris    | Pop Culture                         | Sid and Marty Krofft                      | Will Ferrell |
| 2010 Presentato da Tim Allen              | 30th Anniversary                    | Bosom Buddies                             | Jay Leno |
| 2010 Presentato da Tim Allen              | Fan Favorite                        | The Love Boat                             | Jane Leeves, Wendie Malick e Betty White |
| 2010 Presentato da Tim Allen              | Future Classic                      | Glee                                      | Paula Abdul |
| 2010 Presentato da Tim Allen              | Icon                                | Blondie                                   | Jane Lynch |
| 2010 Presentato da Tim Allen              | Impact                              | Everybody Loves Raymond                   | Bob Newhart |
| 2010 Presentato da Tim Allen              | Legend                              | Mel Brooks e Carl Reiner                  | Billy Crystal |
| 2010 Presentato da Tim Allen              | Pop Culture                         | Charlie's Angels                          | Pamela Anderson |